# Progress Wrestling
Progress Wrestling (Eigenschreibweise: PROGRESS) ist eine britische Wrestling-Promotion. Sie wurde 2011 vom Comedian Jim Smallman und Eventmanager Jon Briley gegründet. Schauspieler Glen Joseph kam später dazu. Die vor allem im Vereinigten Königreich aktive Promotion arbeitet unter anderem mit World Wrestling Entertainment (WWE) und der deutschen Promotion Westside Xtreme Wrestling (wXw) zusammen.

## Geschichte
Stand-up-Comedian Jim Smallman und sein Agent Jon Briley, beide große Wrestling-Fans, starteten Progress Wrestling 2011. Die erste Show, die etwa ein Jahr Vorbereitungszeit in Anspruch nahm, fand am 25. März 2012 im Nord-Londoner Club The Garage statt. Etwa zwei Monate später kam mit dem Schauspieler Glen Joseph (eigentlich Glen Robinson) ein dritter Veranstalter hinzu. Es folgten elf weitere Shows, die alle ausverkauft waren. So zog Progress Wrestling von dem 350 Personen fassenden Club The Garage in den doppelt so großen Club Electric Ballroom (Camden Town, London) um. Neben den Shows in The Garage und im Electric Ballroom fanden auch Shows im Rahmen der Musikfestivals Sonisphere Festival (2014) und Download Festival (2015) statt. Insgesamt 35 Events fanden bis 2016 statt, alle ausverkauft. 2015 kam The Ritz in Manchester als regelmäßiger Auftrittsort hinzu. Für die 36. Auflage ihrer Veranstaltungsreihe im September 2016 wurde schließlich die Brixton Academy gebucht, wo die Promotion mit 2.400 Zuschauern ihren bisherigen Besucherrekord (abgesehen von den Festivalshows) hatte. Damit veranstaltete die Promotion eine der größten Independent-Wrestling-Veranstaltungen seit Jahrzehnten.
2016 markiert auch das Jahr der ersten Zusammenarbeit mit World Wrestling Entertainment. So wurden bei Chapter 29 am 24. April in London zwei Qualifizierungs-Matches für die Cruiserweight Classic aufgenommen. Die Zusammenarbeit wurde 2017 fortgesetzt mit dem WWE United Kingdom Championship Tournament, an dem sich neben Progress mit Insane Championship Wrestling (ICW) und OTT Wrestling auch weitere britische Promotions beteiligten. Eine weitere Zusammenarbeit besteht mit der deutschen Promotion Westside Xtreme Wrestling (wXw), die bisher zusammen eine Show in Köln und in London  veranstaltet haben.

## Wrestling-Schule
Ende 2012 richtete Progress die Wrestling-Schule Progress Dojo (ProJo) in Brixton ein. Haupttrainer ist Darrell Allen, der zusammen mit Eddie Dennis, Danny Garnell und James Davis den Unterricht konzipiert. Die Schule steht sieben Tage die Woche offen. Neben dem normalen Training bietet die Schule auch Gastseminare an. Als Seminarleiter konnten schon Wrestler wie Ricochet, Doug Williams und Raven gewonnen werden.

## Shows
Von Beginn an setzte Progress Wrestling auf eine Mischung aus Independent-Wrestlern aus der ganzen Welt als auch aus der heimischen Szene. Die Wrestler sind nicht bei der Promotion selbst angestellt, sondern treten als Freelancer auf. Wie im Wrestling üblich, sind die Kämpfe abgesprochen und die Storyline wird von der Promotion vorgegeben. Die Präsentation findet in eigenen Shows statt, die zu Beginn alle drei Monate veranstaltet wurden, jetzt aber mehrmals im Monat stattfinden. Die Hauptshows sind mit dem Namen „Chapter“ versehen und finden ausschließlich im Vereinigten Königreich statt. Veranstaltungen außerhalb der UK tragen den Namen „Progress:“ sowie den Namen der jeweiligen Stadt. Rookie-Shows für Nachwuchswrestler werden unter dem Titel „PTNTL“ („Potential“) veranstaltet, während Shows mit ausschließlich britischen Wrestlern und Absolventen der Wrestling-Schule unter dem Titel „ENDVR“ veranstaltet werden.
Die Shows werden aufgezeichnet und über einen kostenpflichtigen Streaming-Dienst vermarktet.

## Titel

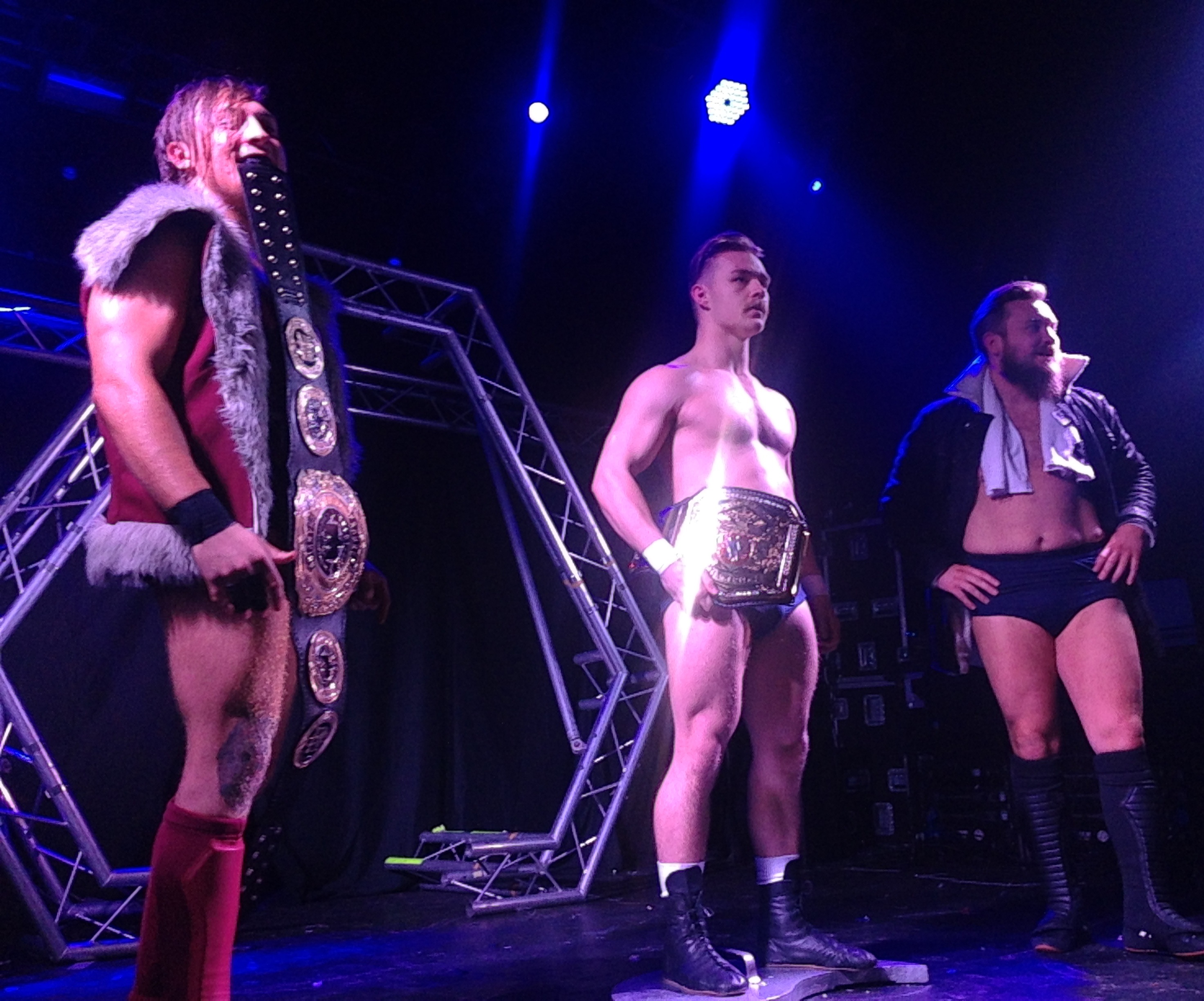
Pete Dunne (links) als Progress World Champion mit Tyler Bate (Mitte) und Trent Seven, den Tag-Team-Titelträgern

Haupttitel der Promotion ist der Progress World Championship, der zunächst als Trophäe vergeben wurde, jetzt aber dem regulären Design als Gürtel angepasst wurde. Er wurde direkt bei der ersten Veranstaltung der Promotion an Nathan Cruz vergeben, der sich in einem Tournament gegen Marty Scurll, El Ligero und Mike Mason durchsetzen durfte. November 2013 kam ein Tag-Team-Gürtel hinzu und im September 2015 der Progress Atlas Championship, der nur an Wrestler vergeben wird, die mehr als 205 Pound auf die Waage bringen und damit über dem Cruisergewicht liegen. Als letztes wurde im Mai 2017 mit dem Progress Women’s Championship ein Frauen-Gürtel eingeführt. Im September 2019 wurde der Proteus Titel eingeführt.
| Titel                          | Aktueller Titelträger                      | Datum des Titelgewinns | Vorheriger Titelträger                           |
| ------------------------------ | ------------------------------------------ | ---------------------- | ------------------------------------------------ |
| Progress World Championship    | Walter                                     | 25. Juli 2018          | Travis Banks                                     |
| Progress Tag Team Championship | Aussie Open (Kyle Fletcher and Mark Davis) | 31. März 2019          | Swords of Essex (Will Ospreay and Paul Robinson) |
| Progress Atlas Championship    | Trent Seven                                | 30. September 2018     | Doug Williams                                    |
| Progress Women’s Championship  | Jordynne Grace                             | 30. Dezember 2018      | Jinny                                            |